# Dogs in the Vineyard
Dogs in the Vineyard is een in 2004 uitgebrachte role-playing game die draait om de morele beslissingen die een groep jonge religieuze gidsen maakt wanneer ze geconfronteerd worden met de problemen van kleine gemeenschappen in het Wilde Westen. Het thema is rechtvaardigheid, en de vraag voor welke dingen je bereid bent te sterven - en te doden.

## Genre
Het spel speelt zich af in het 19e-eeuwse Utah, en paarden en revolvers zijn in overvloed aanwezig. Toch hebben we hier niet met traditionele western te maken: de dorpen en stadjes waar het spel zich afspeelt worden bewoond door een fictieve variant van de vroege mormonen, en de personages hebben een goddelijke missie.

## Personages
De personages van de spelers zijn jonge faithful – aanhangers van de Faith of All Things in the King of Life, Reborn, de enige ware religie – die zojuist zijn toegelaten tot God's Watchdogs. De dogs worden in kleine groepjes het land in gestuurd, waarbij zij dorpen aandoen waar de faithful wonen. In een ideale wereld zou hun taak uit niets anders bestaan dan post van het ene naar het andere dorp brengen en pasgeboren baby's kussen, maar de wereld is niet ideaal. In elke stad waar de dogs komen zullen ze geconfronteerd worden met spanningen, trots, zonde, misschien zelfs magie, demonen en vals geloof. Het is de taak van de dogs om in de naam van de King of Life de problemen van een dorp op te lossen.

## Ontvangst
Dogs in the Vineyard won de Indie RPG Awards van 2004.